# Takumi Nakazawa
Takumi Nakazawa (中澤 工 Nakazawa Takumi?), född den 19 november 1976, är en japansk datorspelsdesigner, författare och regissör. Han jobbade på KID från 1998 till dess konkurs 2004, och startade därefter företaget Regista som han har jobbat på sedan dess. Han är mest känd för att ha regisserat och skrivit Infinity-serien tillsammans med Kotaro Uchikoshi, samt för att ha regisserat I/O och Secret Game-serien.

## Verk
- Never 7: The End of Infinity (2000)
- Close to: Inori no Oka (2001)
- Memories Off 2nd (2001)
- Subete ga F ni naru: The Perfect Insider (2002)
- Ever 17: The Out of Infinity (2002)
- Remember 11: The Age of Infinity (2004)
- I/O (2006)
- Myself; Yourself (2007)
- Secret Game: Killer Queen (2008)
- Root Double: Before Crime * After Days (2012)
- Rebellions: Secret Game 2nd Stage (2013)